# Bjørn Paulsen
Bjørn Paulsen (* 2. Juli 1991 in Augustenborg) ist ein dänischer Fußballspieler. Er steht beim Odense BK unter Vertrag.

## Frühes Leben
Paulsen wurde in Augustenborg geboren und begann seine Jugendkarriere in den örtlichen Vereinen Midtals, Haderslev und Sønderborg. Am 1. Januar 2007 trat er in die Jugendabteilung von SønderjyskE ein.

## Karriere
Paulsen spielte ab 2010 in der Profimannschaft von SønderjyskE Fodbold in der Superliga. In seiner ersten Saison absolvierte er 21 Spiele. In der darauffolgenden Spielzeit stand er unter dem neuen Trainer Lars Søndergaard 19 mal auf dem Platz. Ab der Saison 2012/13 entwickelte er sich zu einem der wichtigsten Spieler des Teams und wurde 2013 Vizekapitän. 2015 wechselte er zum Ligakonkurrenten Esbjerg fB. Paulsen unterschrieb einen Fünfjahresvertrag. Zur Winterpause der Saison 2016/17 lag man mit Trainer Colin Todd am unteren Ende der Tabelle und so wurde Paulsen im Januar 2017 an den schwedischen Verein Hammarby IF verkauft. Nach zwei Jahren wechselte er im Januar 2019 in die deutsche 2. Bundesliga zum FC Ingolstadt 04. Mit dem Verein stieg er in die 3. Liga ab. Im Sommer 2021 schloss er sich erneut Hammarby IF an.